# Renésens
Renésens est un groupe de musique créoloceltique originaire de La Réunion où il voit le jour en 1998. Ce groupe innovant mélange musique créole et musique bretonne, le tout tinté de mouvances modernes. Ce mariage trouve ses racines dans l’amour qu’éprouve Dominique Aupiais, fondateur du groupe, pour les cultures bretonnes et réunionnaises, cette Bretagne qui l’a vu naître et La Réunion, la terre de son épouse, où il réside et y a fondé sa famille. Renésens est avant tout une structure familiale. Dominique Aupiais était entouré de ses trois fils, Paolo l'ainé, Morgan le benjamin et Damien le cadet, avant qu'un tragique accident n'ote la vie à ce dernier. Le nom Renésens vient de l’écriture en créole du lieu-dit la Renaissance à Sainte-Suzanne, un petit village rural où vit encore actuellement la famille Aupiais. 

## Histoire

### Des débuts couronnés de succès
Le groupe Renésens est né en 1998 à l’occasion du 150e anniversaire de l’abolition de l’esclavage, où il se produit sur scène à Sainte-Suzanne, commune du nord-est de l’île de La Réunion où vit la famille Aupiais. La première production de Renésens s’intitule Nou lé pa plus nou lé pa moin, CD de 4 titres. C’est lui qui leur vaudra une invitation au Festival interceltique de Lorient en 1999, le plus important festival de musiques traditionnelles d’Europe. En 2000 sort l'album Maloya Breizh qui découle de la parution de ce premier opus. Il connait un succès inattendu avec son titre Moin lé pa ek sa, alors médiatisé par la radio NRJ. Cette grosse percée radiophonique entraînera dans l’année un retirage de l’album rebaptisé pour l'occasion Pa la ek sa.
À ses débuts le groupe est composé de Dominique Aupiais (auteur-compositeur, guitare rythmique, bombarde), de ses trois fils Paolo (claviers, percus), Morgan (chant) et Damien (chant, cornemuse, bombarde et flûte traversière) ; de Jean-Jacques Pifarely (guitare électrique solo) ainsi que de deux percussionnistes, Jérôme M'Bajoumbé (roulèr) et Michel Tsofotandro (kayanm). S'y associent généralement deux danseuses, dont la plus fidèle au groupe, Sophie Boyer.  Si Renésens possède une double identité, réunionnaise et bretonne, le groupe ne se contente pas de métisser les musiques de ses deux patries, les instruments sont divers ainsi que les influences : country blues, ragga, reggae, funk... Le titre Maloya Breizh plante le décor « créolo-celtique » et définit le style musical de Renésens : une prédominance d’instruments bretons et réunionnais, sur des musiques inspirées d'airs traditionnels des deux régions, mais aussi de morceaux composés en grande majorité par Dominique Aupiais, également auteur des textes, pratiquement tous en créole et en français. Un premier disque donc, marqué par la diversité et par des contrastes musicaux étonnant mais fusionnant parfaitement pour le plaisir des oreilles.

### Renésens confirme son talent
C’est toujours sous le signe de l’éclectisme que s’inscrit le deuxième album de Renésens, Rézistans en 2003. La musique s'enrichit et se compose toujours de divers et nombreux instruments : guitares électriques, basse, claviers et programmations, aux côtés des cornemuses, biniou et bombarde, de la flûte traversière et des percussions (kayamb, roulèr, congas...). Les influences musicales s’élargissent aux chants de marins (Les Boukanas), aux rythmes latino (Yo te Quiero) ou aux airs traditionnels polonais (Anna Polska). Rézistans, qui mêle aussi bien influences musicales de plusieurs parties du monde (principalement des îles et celtiques), chansons à textes dans plusieurs langues, danses traditionnelles et mélanges audacieux, se définit clairement comme un album « métissé » à l’image de La Réunion. La « Musik Kréoloceltik » engendrée par Renésens prend du poids dans cet album. À l'instar de Nou lé pa plus nou lé pa moin, ce deuxième album vaut à la formation une nouvelle invitation au Festival Interceltique de Lorient l'année même de sa sortie. Renésens se voit donc programmé en tête d'affiche sur l'une des scènes centrales du Festival, le Cabaret, un samedi soir. 
En 2004 sortent le DVD et le CD live de ce spectacle intitulé Renésens au Festival Interceltique de Lorient. Le concert reprend huit titres issus des deux albums, arrangés par les musiciens présents ce soir-là à Lorient : pas moins de quatre percussionnistes, un claviériste (Paolo), deux chanteurs-instrumentistes (Damien et Morgan à la flûte, au binioù et à la bombarde en plus du chant), et Dominique AUPIAIS, restant un peu en retrait pour laisser « la vedette » à ses deux fils chanteurs, mais qui assure la guitare, la bombarde et également des percussions supplémentaires. Grâce au DVD le spectacle est complet puisque l'on peut également apprécier la prestation des deux danseuses, aussi à l'aise sur les danses bretonnes que réunionnaises. 

### La «renésens» d’un groupe
En 2005 un malheur frappe de plein fouet la famille Aupiais. Le groupe est victime d’un accident de voiture alors qu’il se rendait à un festival de musique organisé à Nosy Bé (Madagascar). Le 10 mai 2005 Damien Aupiais, chanteur charismatique du groupe et instrumentiste talentueux, perd la vie tandis que son plus jeune frère Morgan est gravement blessé. Malgré tout le groupe survit à cette tragédie et Renésens marque son retour avec l’album  Intercultural. Un nom approprié pour cet album de 16 titres dans lequel on retrouve sur fond de musique kréoloceltique, du séga, du maloya, du ragga, du calypso créole.... De nouveaux musiciens viennent agrandir le groupe : tout d’abord André Maillot dit Toutou qui se fera vite surnommer: le « Jimi Hendrix du Banjo », et Raymond Monjol au chant. Il y a toujours Jérome M’Bajoumbé au roulèr, Alain Armoet et Babou alias Willy Técher aux percussions, et bien entendu Dominique à la guitare et à la bombarde, et Paolo au clavier. Morgan officie désormais en tant que chanteur lead et prend le relai à la cornemuse.

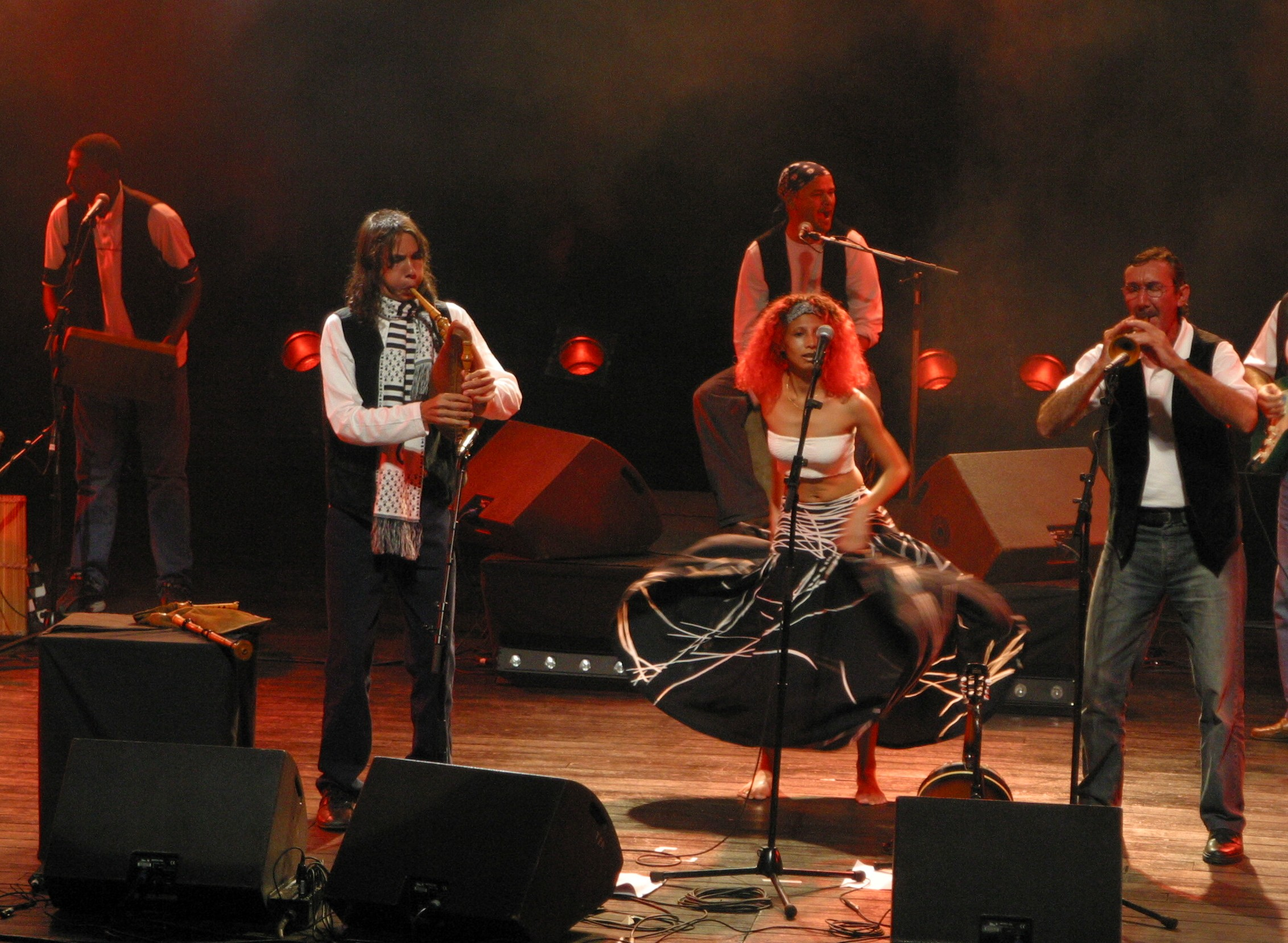
Renésens au Teat Plein Air de Saint-Gilles (La Réunion)

Quelques mois suffisent au groupe pour refaire surface et honorer les deux concerts des 2 et 3 septembre 2005 au Théâtre de Luc Donat et au Téat Plein Air de Saint-Gilles, en première partie de l'artiste breton Denez Prigent. 
Ce drame inspire au groupe plusieurs chansons dont l'une, Oubli pa zot rendant hommage aux grands noms de la musique réunionnaise disparus dans les années 2004/2005 dont Damien Aupiais, leader du groupe Renésens. L'année 2008 est marquée par la sortie attendue de l'album Intercultural dont quelques titres avaient été enregistrés par Damien et sur lesquels il s'essaie parfois à la cornemuse irlandaise. Intercultural ne diffère pas grandement des autres albums et reste foncièrement créolo-celtique. Il laisse une plus large place au séga, notamment, grâce à la participation remarquable d'André Maillot, dit Toutou, au banjo.  
Dès 2009, Renésens participe, à trois reprises, au Festival médiéval de Blanche Couronne. De cette expérience découle un nouvel album Amazin Kelt dont la sortie est prévue en 2012. Celui-ci est davantage orienté vers la musique celtique traditionnelle mais se permet quelques expérimentations plus modernes. Parallèlement le groupe continue à se produire sur scène avec son célèbre maloya celtique. Il tourne en 2011 son premier clip vidéo pour le titre Oubli pa zot, chanson hautement symbolique pour Renésens.

## Engagements
Renésens, à travers sa musique, délivre de nombreux messages qui s'articulent souvent autour du métissage et de l’interculturalité. Renésens réclame le droit à une identité propre, à un  partage des cultures et condamne le communautarisme. Les textes, engagés mais non-violents, évoquent l'histoire, les difficultés socio-économiques, sans être cependant fatalistes. Renésens, c’est un combat pour les grandes valeurs humanistes telles que la liberté, l’égalité ou la tolérance.

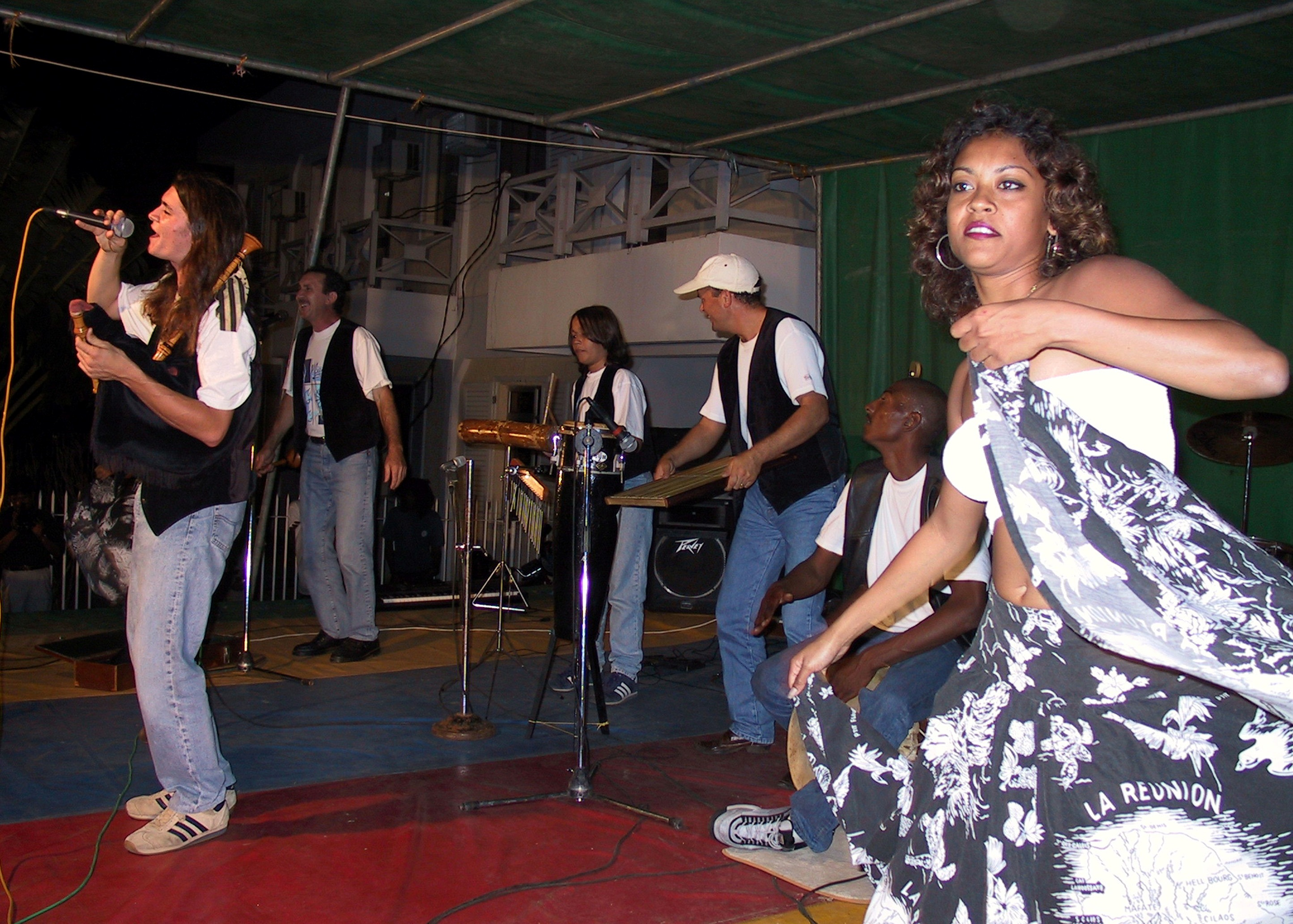
Renésens à l'île Rodrigues

 Dans l’album Rézistans les sujets abordés sont vastes et leur impact est fort, du fait qu'ils sont actuels et/ou historiques et qu'ils sont chantés, pour la plupart, en français et en créole, langues compréhensibles par tout francophone. Damien et Morgan Aupiais interprètent chacun un morceau évoquant les désastreuses marées noires en Bretagne; Langaz mon péï rappelle, sur un air de séga, l'interdiction de parler le créole à l'école (tout comme le breton fut interdit également dans les écoles françaises) ; Les Chagos raconte la déportation de tous les habitants des îles Chagos sur l'île Maurice, en 1967, pour des enjeux politiques, Zoué pa ek la liberté, une reprise en créole d'un traditionnel breton tiré du répertoire d'Erik Marchand (Ar Plac'h iferniet), et joué sous forme de maloya appuyé par les instruments traditionnels bretons, rappelle « la nécessité de résister au fanatisme et à la violence »...
L’album Intercultural clame les valeurs d’unité réunionnaise, de partage, de solidarité et invite à prendre conscience de nos richesses culturelles, à les faire vivre, à travailler ensemble pour le respect de l’identité réunionnaise. Un des titres Algérie parle des crises que traverse ce pays dans les années 90. L’album rend hommage à de grands noms de la chanson réunionnaise tels que Maxime Laope, Gramoune Baba, Lo Rwa Kaf, Sylvio Ravina sans oublier évidemment Damien Aupiais.

## Membres du groupe en 2017
- Dominique Aupiais : auteur-compositeur, guitariste
- Paolo Aupiais : compositeur, arrangeur, claviériste
- Morgan Aupiais : chanteur lead, cornemuses, flûtes, bouzouki
- André Maillot dit Toutou : banjo
- Emmanuel Alba : bassiste, guitariste
- Jean Jo Boyer : percussionniste
- Alexia Erima : percussionniste, danseuse, choriste
- Cédric Bran : percussionniste
- Karine Dijoux : choriste
- Vanessa Damour et Sophie Boyer : danseuse

## Discographie

### CD
- 1998 : Nou lé pa plus nou lé pa moins (4 titres)
- 2000 : Maloya Breizh rebaptisé Pa la ek sa (14 titres)
- 2002 : Marée noire (4 titres)
- 2003 : Rézistans (15 titres)
- 2004 : Renésens au Festival Interceltique de Lorient (10 titres). Remasterisé en 2006
- 2008 : Intercultural (16 titres)
- 2012 : Amazin Kelt

### DVD
- 2004 : Renésens au Festival Interceltique de Lorient Remasterisé en 2006

### Manifestations
- 1999 : Festival Interceltique de Lorient et salon insulaire de Ouessant
- Août 2001 : Tournée à Rodrigues
- Fin septembre 2001 :
  - UNESCO à Paris
  - Pologne (Université de Varsovie, Festival Celtique de Poznań, Jazz Got et Lycée français de Varsovie)
- 2002 : spectacle/concert au Théâtre Champ Fleuri
- 2003: Festival Interceltique de Lorient
- 2004: Tournée en région Nantaise
- 2005: Renésens est programmé au Festival Donia de Nossy Bé mais ne pourra honorer son contrat à la suite du décès de l'un de ses membres Damien Aupiais
- 2006: Cent-cinquantième anniversaire des Missions Africaines
- 2008 : Festival Flèr Kann à la Cigale à Paris, au Jet Lag de Toulouse et au Royal Palace de   Joinville-le-Pont
- 2009/2010/2011 : Festival médiéval de Blanche Couronne en Bretagne